# 科斯莫波利斯 (華盛頓州)
斯莫波利斯（英文：Cosmopolis），是美国华盛顿州格雷斯港县下属的一座城市。根据 2000年美国人口普查，该市有人口1,595人。根据2010年美国人口普查，该市有人口1,649人。而2011年估计该市有1,643人。